# 任不寐

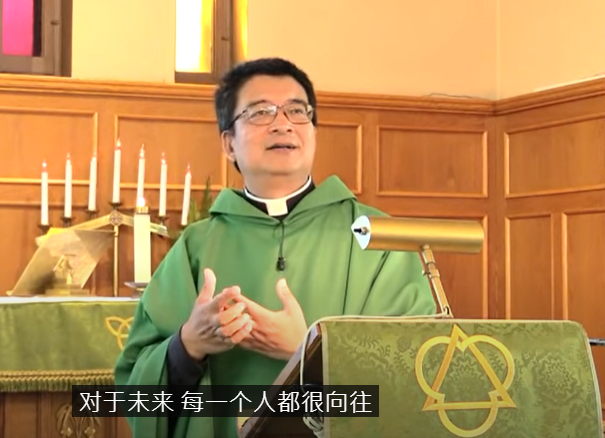
説教中の任不寐牧師

任 不寐（にん ふび、1967年6月8日 - ）は、ルーテル教会ミズーリ・シノド (LCMS) に所属、カナダ・モントリオールにあるモントリオール華人キリスト教会（ルーテル教会）の華人牧師、神学者。中国教職者・牧師特別課程（CSMP）の創立者。本名は胡 春林（こ しゅんりん）。

## 経歴
- 1967年6月8日、中華人民共和国黒竜江省生まれ。
- 1986年9月、中国人民大学法学部に入学。1989年の六四天安門事件に参加したため除籍処分され、中国国内で亡命生活を開始。
- 2004年7月、洗礼を受ける。同年、カナダに移民。
- 2014年、按手礼を受け、牧師になる。
- 2019年から、キリスト教改革を起こす。

## 活動
- 2000年に北京でウェブサイト「不寐の夜」を開設、一時期「中国一の文化ウェブサイト」と呼ばれたが、その影響は海外にも及んだので、中国当局に53回も閉鎖された。2000年以降、「不寐の夜」は任がイエス・キリストの福音を宣べ伝える「空の神学院」になった。
- 2015年から開始された、中国教職者・牧師特別課程（CSMP）は、ルーテル教会ミズーリ・シノド（英語版） (LCMS) の神学院（Concordia Theology Seminary）の教職者・牧師特別課程（SMP）を手本に、LCMSに召命・按手・派遣させた華人牧師により、中国人神学生を対象に設立された特別課程である。当該課程は聖書に基づき、伝統的な教会の聖職者（主に牧師や執事、主要協力者）を育成・叙任する。授業方法は、遠隔授業を主として、短期対面授業（Intensive Month）で補助する。教師は聖書の課程を担当する任不寐と聖書のヘブライ語・ギリシア語を担当する利未牧師である。修学期間は3年間。第2期CSMPは2018年9月15日から2021年9月15日。

## 著書
- 『大学精神ドキュメント』 賀衛方などと共著、広西師範大学出版社 出版 2004年 ISBN 9787563346950
- 『災変論——中国人の浮浪と救済』 国際福音証主協会出版 2010年[1][2] ISBN 9789881837264, 988183726X